# Pas-Bayard
Pas-Bayard est un hameau de Wéris, Durbuy.

## Monuments

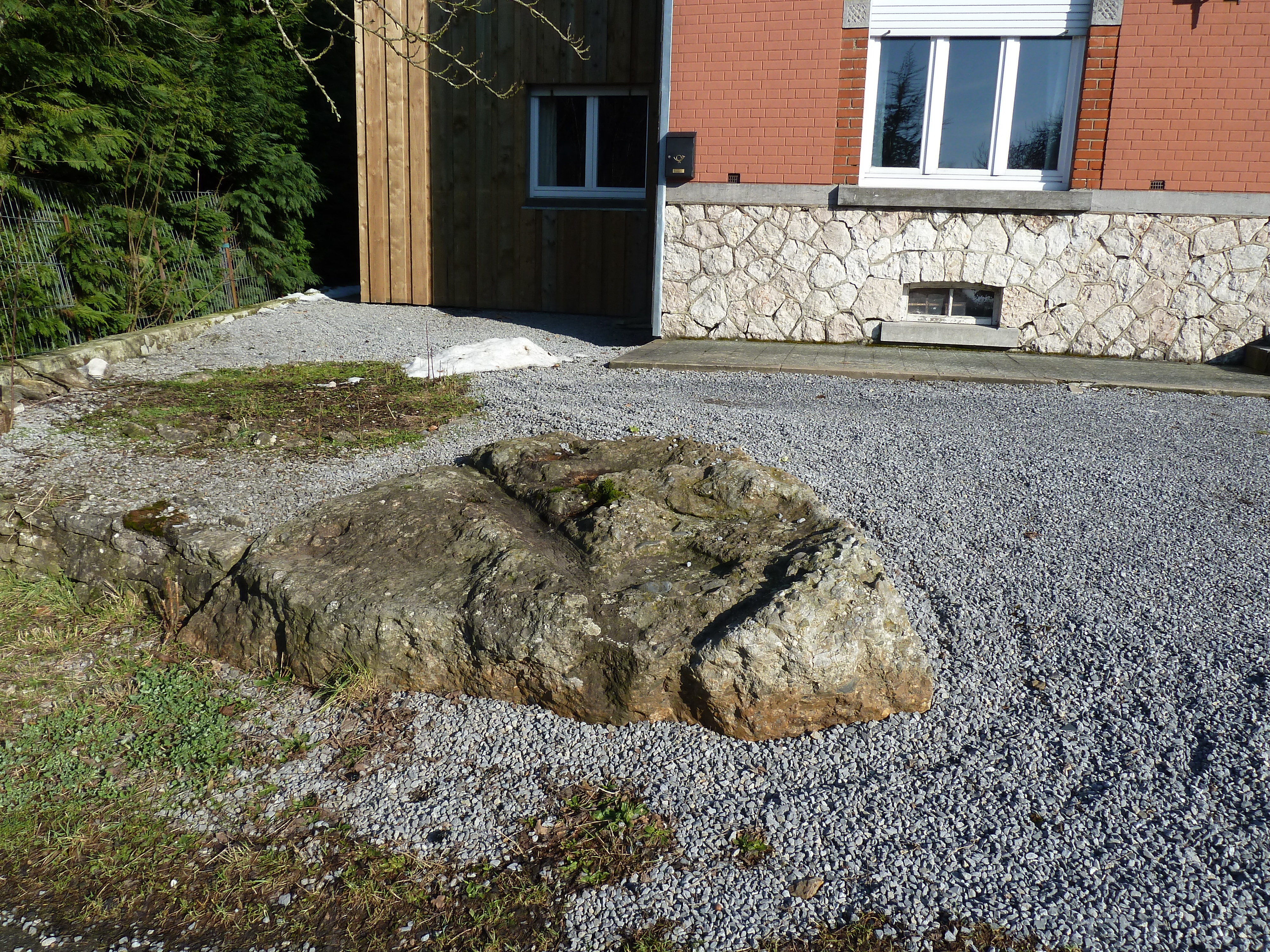
Pierre de légende
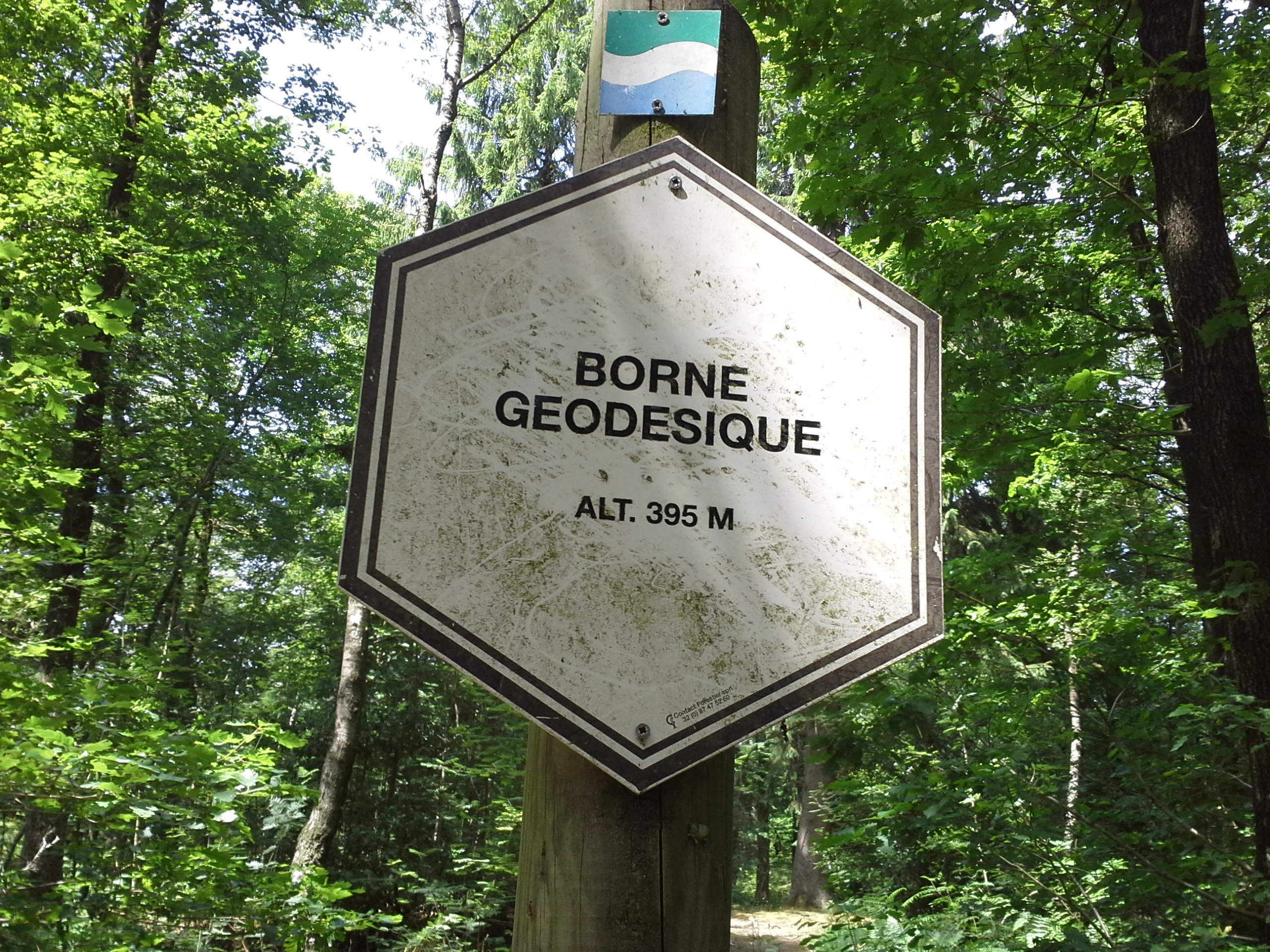
Point geodésique
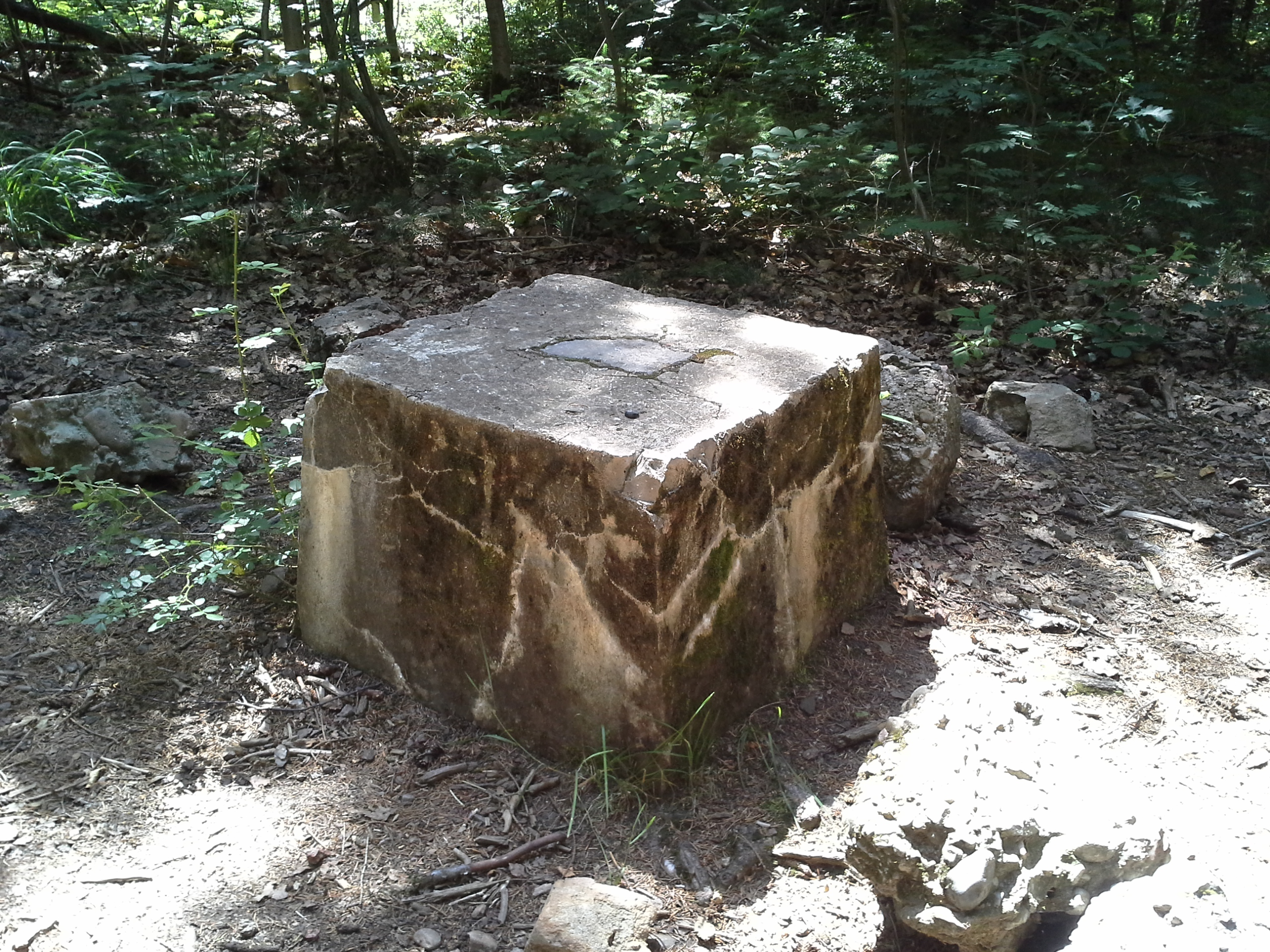
Point geodésique